# NK Ankerkader 45/2 Ereklasse 1916-1917
Het 5e Nederlands kampioenschap biljarten in de spelsoort Ankerkader 45/2 Ereklasse seizoen 1916-1917 werd gespeeld van 15 tot en met 18 februari 1917. Acht deelnemers speelden een halve competitie over partijlengten van 300 caramboles zonder gelijkmakende beurt. Het toernooi werd gespeeld in het verenigingsgebouw de Harmonie te Groningen op 2 matchtafels uit de fabriek "Het Noorden" van E.J. de Schepper.  De organisatie was in handen van de Groningsche Biljartclub.
Omdat tijdens het reguliere toernooi twee spelers met een gelijk aantal partijpunten eindigde, werd besloten een barrage te spelen om te kunnen bepalen wie zich uiteindelijk kampioen van Nederland mocht noemen. Deze barrage werd gespeeld op 8 maart 1917 te Leeuwarden tussen Jan Wiemers en Arie Bos. Eerstgenoemde won en doorbrak met z'n eerste titel de hegemonie van Hendrik Robijns, die de vier voorgaande edities op zijn naam schreef. Robijns nam in totaal 16 keer deel aan het NK 45/2 en eindigde alleen deze editie niet op het podium.

## Eindstand
| NK ANKERKADER 45/2 Ereklasse 1916-1917 - EINDSTAND | NK ANKERKADER 45/2 Ereklasse 1916-1917 - EINDSTAND | NK ANKERKADER 45/2 Ereklasse 1916-1917 - EINDSTAND | NK ANKERKADER 45/2 Ereklasse 1916-1917 - EINDSTAND | NK ANKERKADER 45/2 Ereklasse 1916-1917 - EINDSTAND | NK ANKERKADER 45/2 Ereklasse 1916-1917 - EINDSTAND | NK ANKERKADER 45/2 Ereklasse 1916-1917 - EINDSTAND | NK ANKERKADER 45/2 Ereklasse 1916-1917 - EINDSTAND | NK ANKERKADER 45/2 Ereklasse 1916-1917 - EINDSTAND |
| RANG                                               | SPELER                                             | GESP                                               | PP                                                 | CAR                                                | BRT                                                | MOY                                                | PMOY                                               | HS                                                 |
| -------------------------------------------------- | -------------------------------------------------- | -------------------------------------------------- | -------------------------------------------------- | -------------------------------------------------- | -------------------------------------------------- | -------------------------------------------------- | -------------------------------------------------- | -------------------------------------------------- |
|                                                    | Jan Wiemers                                        | 8                                                  | 14                                                 | 2336                                               | 213                                                | 10,96                                              | 20,00                                              | 106                                                |
|                                                    | Arie Bos                                           | 8                                                  | 12                                                 | 2251                                               | 234                                                | 9,61                                               | 11,11                                              | 70                                                 |
|                                                    | Frits Thiele                                       | 7                                                  | 10                                                 | 2011                                               | 240                                                | 8,37                                               | 12,00                                              | 69                                                 |
| 4                                                  | Johannes Boelstra                                  | 7                                                  | 8                                                  | 1854                                               | 218                                                | 8,50                                               | 9,09                                               | 60                                                 |
| 5                                                  | Hendrik Robijns                                    | 7                                                  | 6                                                  | 1988                                               | 200                                                | 9,94                                               | 17,64                                              | 106                                                |
| 6                                                  | Jan Dommering                                      | 7                                                  | 4                                                  | 1771                                               | 234                                                | 7,56                                               | 9,37                                               | 64                                                 |
| 7                                                  | Pieter Landweer                                    | 7                                                  | 2                                                  | 1493                                               | 238                                                | 6,27                                               | 6,38                                               | 42                                                 |
| 8                                                  | Marcus Cohen                                       | 7                                                  | 2                                                  | 1521                                               | 262                                                | 5,80                                               | 5,35                                               | 49                                                 |
| TOTAAL                                             | TOTAAL                                             | TOTAAL                                             | TOTAAL                                             | 15225                                              | 1839                                               | 8,27                                               | 20,00                                              | 106                                                |
|                                                    |                                                    |                                                    |                                                    |                                                    |                                                    |                                                    |                                                    |                                                    |

Arnhem 1912-1913 · 
Leeuwarden 1913-1914 ·
Amsterdam 1914-1915 ·
Den Haag 1915-1916 ·
Groningen 1916-1917 ·
Amsterdam 1917-1918 ·
Arnhem 1918-1919 ·
Leeuwarden 1919-1920 ·
Den Haag 1920-1921 ·
Groningen 1921-1922 ·
Amsterdam 1922-1923 · 
Amsterdam 1923-1924 ·
Rotterdam 1924-1925 ·
Amsterdam 1925-1926 ·
Haarlem 1926-1927 ·
Utrecht 1927-1928 ·
Rotterdam 1928-1929 ·
Den Haag 1929-1930 ·
Leeuwarden 1930-1931 ·
Utrecht 1931-1932 ·
Amsterdam 1932-1933 ·
Amsterdam 1933-1934 ·
Amsterdam 1934-1935 · 
Utrecht 1935-1936 ·
Arnhem 1936-1937 ·
Den Haag 1937-1938 ·
Amsterdam 1938-1939 ·
Rotterdam 1939-1940 ·
Amsterdam 1940-1941 ·
Amsterdam 1941-1942 ·
Amsterdam 1942-1943 ·
Amsterdam 1944-1945 ·
Den Haag 1945-1946 ·
Apeldoorn 1946-1947 ·
Groningen 1947-1948